# Defileul Crișului Negru la Borz
Defileul Crișului Negru la Borz este o arie protejată de interes național ce corespunde categoriei a IV-a IUCN (rezervație naturală de tip mixt), situată în vestul Transilvaniei, pe teritoriul județului Bihor.

## Localizare
Aria naturală se află în extremitatea central-sudică a județului Bihor, pe teritoriul administrativ al comunei Șoimi (satul Borz), în apropierea drumului județean 709A care leagă localitatea Petid de Uileacu de Beiuș.

## Descriere
Rezervația naturală cu o suprafață de 12 hectare a fost declarată arie protejată prin Legea Nr.5 din 6 martie 2000 (privind aprobarea Planului de amenajare a teritoriului național - Secțiunea a III-a - zone protejate, publicată în Monitorul Oficial al României, Nr.152 din 12 aprilie 2000) și se suprapune sitului de importanță comunitară - Defileul Crișului Negru.
Defileul Crișului Negru la Borz reprezintă o arie naturală cu pajiști, pășuni, păduri de foioase, cu versanți abrupți săpați în calcare de apele râului Crișul Negru, grohotișuri și ravene. Arealul adăpostește o gamă floristică diversă și protejează mai multe specii faunistice (mamifere, păsări, reptile și pești).

## Obiective turistice aflate în vecinătate
- Biserica de lemn „Sf. Arhangheli Mihail și Gavril” din Șoimi, lăcaș de cult (ridicat în secolul al XVIII-lea) aflat pe lista monumentelor istorice sub codul LMI BH-II-m-B-01209.
- Dealul Pacău (15 ha), rezervație naturală de tip botanic.